# Морское мобильное любительское радио

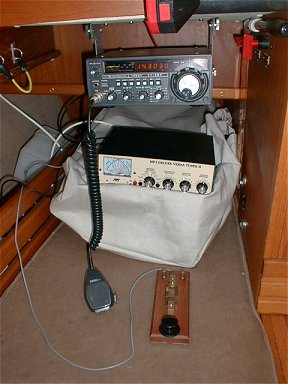
Любительская радиоустановка на 28-футовой яхте, включающая КВ-трансивер мощностью 100 Вт с микрофоном, ручной антенный тюнер и ключ Морзе.

Морское мобильное любительское радио — радиосвязь на радиолюбительских частотах для связи с морскими судами. Лицензии радиолюбителей в большинстве стран позволяют лицензированным операторам устанавливать и использовать  радиооборудование в море. В большинстве случаев позывной оператора следует расширить путем добавления суффикса «/MM» при передаче на море.

## Требования
Любое радиолюбительское оборудование можно установить только с письменного разрешения капитана. Это не касается тех, кто собирается установить трансивер на собственную лодку, но актуально для всех, кто собирается осуществлять передачу с парома или другого пассажирского судна. В таких случаях капитан судна имеет право потребовать от оператора-любителя радиомолчания. Нет необходимости вести журнал вызовов, но письменная запись информации о частотах, времени, операторах и их позывных может оказаться полезной. 
В международных водах радиолюбители должны использовать только полосы частот, распределенные на международном уровне в каждом из трех регионов МСЭ. В территориальных водах любой страны надо  соблюдать распределения частот и планы полос, применимые к принимающей стране.

## Морские мобильные сети
Существует ряд радиослужб, существующих уже давно, поддерживаемых береговыми добровольцами-радиолюбителями в интересах морских операторов.
|                                                  | Частота (МГц)   | Время (UTC)                             | Оператор(ы)                                                                                  | Примечания |
| ------------------------------------------------ | --------------- | --------------------------------------- | -------------------------------------------------------------------------------------------- | --- |
| Transatlantic maritime mobile net                | 21.400          | 13:00                                   | Trudi (8P6QM)                                                                                | Базируется на Барбадосе, Трансатлантическая. |
| Всемирная сеть погоды                            | 21.303          | 13:00                                   | Neville (G3LMO), Richard (KT4UW), Don (6Y5DA)                                                | |
| Морская мобильная сеть Великобритании            | 14.303 (14.306) | 08:00 18:00                             | Bill (G4FRN, sk), Bruce (G4YZH), Tony (G0IAD) and others.                                    | 2E0NWE (Оуэн) ищет добровольцев для восстановления сети. Пожалуйста, свяжитесь с ним через QRZ.com                                               |
| Mississauga maritime net                         | 14.121          | 12:45                                   | Doug (VE3NBL), Ernie (VE3EGM)                                                                | Базируется в Канаде. Трансатлантическая. |
| Карибская морская мобильная сеть                 | 7.241           | 11:00                                   | Lou (KV4JC)                                                                                  | Внутрикаррибская |
| Карибская погодная сеть                          | 7.086           | 11:20                                   | George (KP2G)                                                                                | Информация о погоде в Карибском бассейне |
| INTERMAR Немецкая сеть морской мобильной связи   | 14.313          | 08:00 16:30                             | Klaus (DJ3CD), Armin (DL8AH), Ruettger (DL8MEZ), Ruediger (DJ9UE)                            | ежедневно все океаны |
| PIN - COSTA RICA PANAMA PACIFIC ISLAND NET       | 14.135          | 02:00                                   | Gunter (TI7WGI)                                                                              | Тихий, Атлантический океаны |
| The Maritime Mobile Service Network              | 14.300          | 17:00-02:00 (зимой) 16:00-02:00 (летом) | Сетевой менеджер — Джефф Саваста, KB4JKL, с более чем 70 сетевыми контроллерами.             | Атлантика, Карибский бассейн и Восточная часть Тихого океана с ежечасным прогнозом погоды. Отчеты о позициях размещаются по запросу.             |
| ANAVRE Испанская сеть морской мобильной связи    | 14.323          | 16:30 22:30                             | Ignacio (EA4FZZ), Manel (EA3CBQ)                                                             | ежедневно Ср. и Северо-Восточная Атлантика |
| Южноафриканская морская мобильная сеть (SAMMNet) | 7.120 14.316    | 06:35 11:35 06:30 11:30                 | Peter Wolf (ZS1CH), Woody Collett (ZS3WL), Marjoke Schuitemaker (ZS5V), Johan Smith (ZS6WZ), | Бюллетени морской погоды для прибрежных районов (диапазон 40 м) и открытого моря (МЕТЗОНА VII) (диапазон 20 м), связь морских мобильных станций, |